# 督邮
督邮，中国古代职官名，自汉代开始设置。

## 简介
督邮是郡一级的重要官吏，平时由郡太守派出巡视郡内属县的各个地方官是否称职，掌管郡内驿站，还可以案验刑狱，检核非法。郡内分为多部的，则每部各设督邮一名（如西部督邮、东部督邮等）。魏晋时，督邮的地位开始下降。以后，设置逐渐减少，例如北齐只设于清都郡。到了隋代开始废郡，督邮也随之被废止。
与督邮相关的官吏有督邮掾（督邮的助手）、督邮书掾（督邮的书吏）等。

## 文学创作
古代小说《三国演义·第二回·张翼德怒鞭督邮 何国舅谋诛宦竖》称，刘备当上安喜县尉，督邮前往巡察，没有得到贿赂，便逼县吏陷害刘备。督邮被张飞捆在马桩上用柳条痛打。刘备赶来救他一命后，弃官带关羽、张飞离开了安喜县。督邮回报定州，申文通缉刘备。
根据《三国志·先主传》记载，督邮因为公事到安喜县，刘备求见，不得入见，刘备径直闯入捆起来督邮，打了二百杖，解下印绶系住他的脖子在马桩上，弃官逃命。《典略》记载：当时州郡接到诏书，有军功官至长吏的人，应当裁撤，刘备怀疑自己在遣散人等之中。督邮至安喜县，将要裁撤刘备，刘备知道了。听说督邮在传舍，刘备想要求见督邮，督邮称病不肯见刘备，刘备生气了，于是回到治所，带领吏卒再次到传舍，闯入大门，说：“我收到府君的密令抓捕督邮”。于是刘备在床上把督邮捆请来，将出到界，解下印绶系住他的脖子，捆在树上，用鞭杖打他百馀下，想要杀了他。督邮哀求，刘备于是放他走了。